# Jan Hyoens
Jan Hyoens of Yoens (Gent, 1317 - aldaar, 6 oktober 1379) was een schipper, Vlaams volksleider en aanvoerder van de Witte Kaproenen. Hij was een spilfiguur in het beginjaar van de Gentse Opstand (1379-1385).
Hyoens behoorde tot de Engelsgezinde partij van Jacob van Artevelde. Hij hielp in 1349 echter het gezag van graaf Lodewijk van Male te Gent herstellen en werd stadsontvanger en schepen te Gent.
Toen de Gentenaars opnieuw in verzet kwamen tegen de centraliserende politiek van de graaf werd hij opnieuw leider van de opstand. Hij wist in 1379 het gehele graafschap Vlaanderen, op een paar kleine steden na, tegen de graaf op te zetten, die naar Frankrijk vluchtte.
Hyoens stierf nog voor hij aan de opstand een bepaald karakter had kunnen geven. Pieter van den Bossche, Frans Ackerman en Filips van Artevelde zetten zijn werk voort.
Zijn naam wordt samen met die van Jacob van Artevelde genoemd in het lied Klokke Roeland.